# جيمس هول
جيمس هول (بالإنجليزية: James Hall)‏ وهو جيولوجي وعالم الأحياء القديمة أمريكي ولد في يوم 12 سبتمبر 1811 في بلدة هنغهام في ولاية ماساتشوستس في الولايات المتحدة وله كتابات عن علم وصف طبقات الأرض وكان له دور مؤثر في تطور علم الأحياء القديمة في الولايات المتحدة، توفي جيمس في يوم 7 أغسطس 1898 في قرية بيت لحم في ولاية نيو هامبشر في الولايات المتحدة.

## روابط خارجية
- جيمس هول على موقع الموسوعة البريطانية (الإنجليزية)